# Llamada (militar)
En el ámbito militar, se conoce como llamada al toque de caja, corneta o clarín para reunir a la tropa a fin de pasar lista, acudir al sitio prefijado para toda formación, tomar las armas, etc. 
En las plazas de guerra se toca la llamada para avisar a los que están fuera que van a cerrarse las puertas; para parlamentar, capitular o rendirse; proponer un canje. En la táctica militar, se usa para ejecutar algunos movimientos, especialmente en la de guerrilla. Con la llamada se hacen honores, sirve de aviso para algunos actos del gobierno interior o económico de los cuarteles, etc.